# Hamza al-Ghamdi
Hamza al-Ghamdi (Provincia de El Baha, Arabia Saudita, 18 de noviembre de 1980 - Manhattan, Nueva York, Estados Unidos, 11 de septiembre de 2001) fue uno de los cinco nombrados por el FBI como uno de los secuestradores del vuelo 175 de United Airlines.

## Biografía
Al-Ghamdi era de la Provincia de El Baha en Arabia Saudita, una zona aislada y poco desarrollada. De esta provincia también eran los secuestradores; Saeed al-Ghamdi, Ahmed al-Ghamdi y Ahmed al-Haznawi. Este grupo es señalado como uno de los más religiosos, y se cree que se conocieron en 1999.
Algunos informes dicen que al-Ghamdi dejó su hogar para luchar en Chechenia contra los rusos a principios del 2000 (Algunos informes dicen que fue en enero del 2000). Él llamó a su casa varias veces a mediados de 2001, diciendo que estaba en Chechenia.
Conocido como Julaybeeb durante los preparativos Hazma viajó a los Emiratos Árabes Unidos en algún momento a fines del 2000 donde compró los cheques de viajero que presuntamente hayan sido pagados por Mustafa Ahmed al-Hawsawi. Otros cinco secuestradores también pasaron por Emiratos Árabes Unidos incluyendo Majed Moqed, Saeed al-Ghamdi, Wail al-Shehri, Ahmed al-Haznawi y Ahmed al-Nami.
En enero de 2001, al-Ghamdi alquiló un apartado postal en Delray Beach, Florida con otro secuestrador; Mohand al-Shehri. Según el director del FBI, Robert Mueller y de la Comisión del 11-S, sin embargo, al-Ghamdi no entran por primera vez a los Estados Unidos hasta un vuelo de Londres el 28 de mayo con Mohand al-Shehri y Abdulaziz al-Omari.
En marzo de 2001, al-Ghamdi fue filmado en un video de despedida que fue transmitido por Al Jazeera. En el video, aparecieron varios de los secuestradores del 11-S que juran convertirse en mártires. al-Ghamdi no habla en la película, pero se ve estudiando mapas y manuales de vuelo.
Fue uno de los 9 secuestradores en abrir una cuenta en el banco SunTrust con un depósito en efectivo en junio de 2001. al-Ghamdi también solicitó y recibió una licencia de conducir de Florida el 27 de junio de 2001. En los próximos dos meses, obtuvo dos licencias duplicadas simplemente rellenando los formularios de cambio de dirección. Otros cinco secuestradores también reciben licencias de Florida duplicados en 2001, y otros tenían licencias en diferentes estados. Algunos han especulado que esto era para permitir que múltiples personas utilicen la misma identidad.

## Preparativos para el 11-S
al-Ghamdi compró su boleto electrónico para el vuelo 175 de United Airlines el 29 de agosto, usando su tarjeta Visa. El FBI también dijo que él también compró un boleto electrónico para una Vuelo 7950 de Los Ángeles a San Francisco, aunque no da la fecha prevista del vuelo.
En la mañana del 11 de septiembre de 2001, Hamza salió del hotel con Ahmed al-Ghamdi. Los dos hombres compartían un taxi para llegar al Aeropuerto Internacional Logan, donde abordaron el vuelo 175. Hamza al-Ghamdi y su hermano Ahmed empujaron a los pasajeros y la tripulación a la parte trasera del avión, mientras Fayez Banihammad y Mohand al-Shehri mataron a los pilotos permitiendo que Marwan al-Shehhi se hiciera cargo de los controles del avión y lo estrellara posteriormente contra la Torre Sur del World Trade Center.